# Касања
Касања (фр. Cassagnas) насеље је и општина у јужној Француској у региону Лангдок-Русијон, у департману Лозер која припада префектури Флорак.
По подацима из 2011. године у општини је живело 117 становника, а густина насељености је износила 3,32 становника/km². Општина се простире на површини од 35,19 km². Налази се на средњој надморској висини од 770 метара (максималној 1.398 m, а минималној 667 m).

## Демографија
| 1962. | 1968. | 1975. | 1982. | 1990. | 1999. | 2011. |
| ----- | ----- | ----- | ----- | ----- | ----- | ----- |
| 146   | 121   | 118   | 109   | 116   | 134   | 117   |

График промене броја становника у току последњих година